# Potiguar
Een potiguar is een bewoner van de Braziliaanse deelstaat Rio Grande do Norte. Potiguaras waren de oorspronkelijke bewoners die waren gevestigd langs de kuststrook van het noordoosten van Brazilië, meer bepaald de deelstaten Rio Grande do Norte en Paraiba. In de taal Tupi-Guarani betekent potiguar garnaaleter.